# Les Joueurs (pièce de théâtre)
Pour les articles homonymes, voir Les Joueurs.

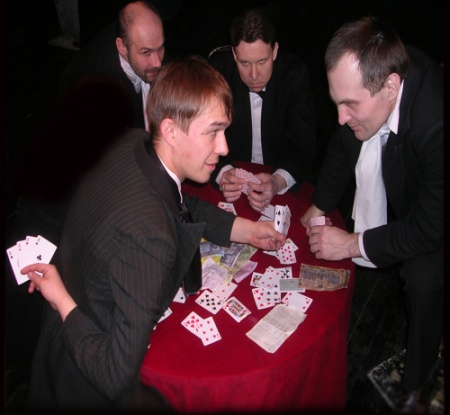
Photo de la production des Joueurs au Theatre Near the Bridge à Perm (2008). Acteurs non identifiés

Les Joueurs (en russe : Игроки) est une pièce de théâtre de comédie, écrite par Nicolas Gogol et publiée en 1842. 
La pièce fut créée le 5 février 1843 à Moscou et le 26 avril 1843 à Saint-Pétersbourg, sans grand succès semble-t-il.

## Argument
Cette courte pièce (vingt-cinq scènes) se déroule dans l'auberge d'une petite ville, où Ikharev, joueur de cartes professionnel, se fait plumer par une bande d'escrocs qu'il croyait lui-même avoir roulés.

## Adaptations
En 1942, Dmitri Chostakovitch entreprend de composer un opéra adapté de la pièce de Gogol, qu'il adapte lui-même sous le même titre. Laissé inachevé par le compositeur, le fragment (d'une durée d'environ 45 minutes) est créé en 1978 sous la direction de Guennadi Rojdestvenski.
La pièce est adaptée pour la télévision française en 1950 par Claude Barma, en 1960 par Marcel Bluwal et en 1968 par René Lucot.